# Arnaldo di Erill
Arnaldo di Erill és una òpera en dos actes amb música de Nicolau Guanyabens i Giral i llibret de Joan Cortada i Sala estrenada el 12 de maig de 1859 al Gran Teatre del Liceu de Barcelona.
L'any 1859 significà per a la literatura catalana un moment simbòlic per a la recuperació efectiva de la llengua catalana, bandejada culturalment i oficialment fins a aquell moment. Coincideix amb aquell període històric la presentació al Liceu d'aquesta òpera, l'argument de la qual provenia de la història medieval catalana, bastida, però, segons els models italians.
L'obra va ser estrenada pels cantants Angiolina Ortolani (soprano), Mario Tiberini (tenor), Caterina Mas i Porcell (soprano), Giuseppe Federico Beneventano (baríton) i Segundo Maimó (baix), sota la direcció de Gabriel Balart i Crehuet.